# Piletocera fluctualis
Piletocera fluctualis is een vlinder van de familie van de grasmotten (Crambidae). De wetenschappelijke naam van deze soort is voor het eerst voorgesteld als Phalaena fluctualis door Johan Christian Fabricius in een publicatie uit 1787.
De soort komt voor in Tonga en is voor het eerst ontdekt op het eiland Nomuka deel uitmakend van de eilandengroep Ha'apai.